# 王师范
王师范（874年—908年7月10日？），中国晚唐军阀，889至905年统治平卢军，其中891至903年是以正式节度使的身份。他最初是权势军阀宣武军节度使朱全忠的附庸，于903年奉唐昭宗诏（不知是否确为其意愿）举事反对朱全忠。他被朱全忠所败后重新归顺之。908年，已篡唐建立后梁称太祖皇帝的朱全忠在抵抗王师范时战死的侄子朱友宁的遗孀请求下，诛杀王师范满门。

## 背景
王师范生于唐僖宗年间的874年。大约他出生时，父王敬武为平卢牙将。王敬武和王师范母都是青州人。他至少有一个哥哥王师悦和四个弟弟王师克、王师诲、王师鲁、王师悦。881或882年，王敬武逐节度使安师儒，接手平卢，称留后，后效忠自称大齐皇帝的农民军首领黄巢，但随后又被唐朝都统判官谏议大夫张濬说服倒戈归唐。他派军为身为伐齐诸道行营都统的宰相王铎助战，后被王铎承制任为节度使。
889年王敬武过世时，唐僖宗已死并由弟唐昭宗继位。王师范时年仅15岁，为检校工部尚书，士兵拥戴他知留后事，但部将棣州刺史张蟾拒绝支持他，反而请求朝廷另派节度使。昭宗认为王师范年少，下属不服，因此任太子少师崔安潜为平卢节度使，张蟾迎他入棣州，协商攻伐王师范。大顺二年（891年）二月，王师范派都指挥使卢弘攻张蟾，但卢弘回师准备还攻青州。王师范遣使献礼于卢弘，称若卢弘肯饶他性命，他愿将军镇献给卢弘，去守先人坟墓。卢弘相信了，且认为王师范年幼一定不会有作为，入城时不做防备；王师范伏兵于要路，设宴迎接卢弘，派小校刘鄩杀之于座上，并杀同乱者数人。王师范复阅军队，好言抚慰士卒，亲自率师攻棣州，俘杀张蟾，崔安潜逃回都城长安。成德节度使王镕表荐王师范，请求昭宗任他为节度使。三月，昭宗任王师范为检校兵部尚书兼青州刺史、御史大夫，充平卢军节度观察、押新罗渤海两蕃等使。

## 作为平卢节度使

### 前期统治
王师范文雅好儒，治理得当，也善于和其他军阀维持外交关系，使治下百姓在战乱年代得以休息，甚为其他军阀所称赞。一次他的舅舅醉后杀了人，死者一家控告其舅。王师范最初想给他们一大笔钱以为安抚，被拒绝，他下决心不能忽视法律，按罪行处罚了舅舅。他的母亲生气了，三年不见他，但尽管如此，他仍然每天三四次拜访母亲的房屋，在屋外向她下拜，希望她回心转意。每每青州中心益都的县令来赴任，王师范都亲自备下仪仗迎接，下拜，自称“百姓王师范”。有僚佐劝止，认为此举谦恭太极，王师范回答，这是表示尊敬本地长者，以使后代不忘本。当王师范维持对平卢的控制时，邻镇的天平、泰宁、感化及棣州等地却被大军阀宣武军节度使朱全忠所占，乾宁四年（897年）二月，王师范不敢违背朱全忠，实质成为其附庸。十一月，朱全忠伐淮南节度使杨行密，败于清口，怕诸藩镇趁机攻打自己，就让王师范和武昌军节度使杜洪、镇南军节度使钟传、镇东兼镇海军节度使钱镠等推荐自己为讨伐杨行密的都统并求兼领天平军，昭宗准其领天平军但没有任其为都统。

### 后期统治
光化元年（898年），唐昭宗授王师范同中书门下平章事（使相）荣衔。
三年（900年）九月，沂、密两州叛王师范，王师范求援于杨行密。十月，杨行密遣海州刺史台濛、副使王绾率兵助之，攻克密州交给王师范，但未能攻克沂州。
天复元年（901年），以韩全诲为首的当权宦官害怕昭宗和为首宰相崔胤将要屠戮他们，劫持昭宗离长安赴宦官盟友李茂贞治下的凤翔。崔胤正与朱全忠结盟，便召朱全忠，朱全忠兵围凤翔府。三年（903年）正月，凤翔越发陷入绝境，韩全诲让昭宗下诏呼吁周边节度使起来攻打朱全忠。因王师范依附朱全忠，诏书命杨行密部将原泰宁军节度使朱瑾任平卢节度使。王师范读诏书后，大为沮丧，说：“我们是皇帝的藩属，怎能坐看天子被劫受辱？我们的军队仅仅是用来自保的吗？”左仆射致仕张濬也写信给王师范，鼓励他起事反对朱全忠。王师范准备这么做了。
因朱全忠的精锐都随他在凤翔，王师范大胆设计让诸将化装成商人，在朱全忠治下的宣武军军部汴州、感化军军部徐州、泰宁军军部兗州、天平军军部郓州、齐、沂、河南、孟、滑、河中、陕、虢、华等州同时起事，但牙将张居厚奉命率舆夫二百以上贡为名欲袭华州劫杀朱全忠时，至华州城东，被知州事娄敬思怀疑并发现兵器，张居厚等因而呼喊杀死娄敬思，聚众攻西城，但崔胤在华州遣部下闭关拒之，张居厚等遂遁去，被留后李存审擒杀；袭齐州的诸将也被齐州指挥使张归弁觉察擒获；行事诸将多失败被擒，只有时任行军司马的刘鄩袭击了兖州守军，夺取了兖州。棣州刺史邵播亦叛朱全忠归王师范，为王师范谋主。平卢军诸州都起兵攻朱全忠。
王师范派健卒苗公立持书去汴州窥探虚实，宣武节度判官裴迪召苗公立问事，苗公立变了脸色，裴迪屏退左右诘问得实情，告知当时在汴州的朱全忠侄马步都指挥使朱友宁，朱友宁闻讯不经请示即准备攻打王师范，召当时屯兵邢州的时任泰宁节度使葛从周。朱全忠也另派军队支援朱友宁，以常州刺史刘捍为左右长直都指挥使督战。王师范写信给朱全忠的大敌河东节度使李克用，并通好杨行密，但当李克用回信褒赞王师范之举时，李茂贞已向朱全忠服软，屠戮为首宦官后将皇帝献给朱全忠以求和。三月，朱全忠主力回师宣武，引四镇之兵准备大举进攻王师范，王师范弟王师鲁围齐州，朱友宁救之，大败王师鲁，夺马四千蹄，斩首数千级，又伏兵于兗州南全歼欲潜入兖州的平卢军数千人，切断了王师范和刘鄩之间的联系。王师范屡攻沂州，也被刺史徐怀玉击退。
王师范见守御艰难，求助于杨行密。朱全忠派僚属卢曾持檄说服王师范不背叛自己，卢曾到青州就被王师范囚送淮南，遇害。杨行密派部将王茂章率二万人助王师范。五月，王茂章与王师范弟莱州刺史王师诲联合攻占密州，杀刺史刘康乂，而以淮海都游弈使張訓為刺史。但六月朱友宁已攻占博昌和登州，屠博昌，清河为之不流。王师范率登、莱两州军士背城设两栅拒敌。朱友宁先趁夜袭一栅，败登州兵，但天亮时王茂章与王师范趁朱友宁兵困，联手全军反攻，大败朱友宁于石楼，朱友宁堕马被青州将张土所杀，传首杨行密。七月，朱全忠亲率军号二十万攻王师范、王茂章，互有胜负，王茂章认为战败不可避免，趁夜半撤军。曹州刺史杨师厚正要赴任齐州刺史，朱全忠急召见他于郓州西境，遣他率步骑屯临朐，声言东援密州，将辎重留在临朐。王师范果然出兵来攻，杨师厚装怯不敢战，还派人诈称兵少，正在向凤翔的军队求援，粮食要没了，要回军了。王师范信以为真，派王师鲁全军攻之，杨师厚拒而不战，王师鲁退兵，杨师厚设伏于野，追击至圣王山，王师鲁大败，被杀万余人，擒都将八十人。王师诲来救，也被杨师厚大败。九月，张训也撤离密州，左踏白指挥使王檀以偏师取密州，使王师范失去外援。他的弟弟王师克还在攻临朐时被杨师厚大败，被杀万余人，并被俘。杨师厚列寨青州城下。杨师厚偏将刘重霸克棣州，擒邵播，朱全忠命杀之。
当时，王师范仍有军队十多万，士气高昂，诸将请求与朱全忠决战。但因宣武军俘获王师克，王师范决定求和。他派节度副使李嗣业和王师悦请降于杨师厚，留王师鲁为质。当时朱全忠怕遭到恢复元气的李茂贞与其养子静难军节度使李继徽合攻，便接纳了王师范的投降，复任他为平卢留后，但派自己的部将接管登州、莱州、淄州、棣州等，使王师范仅能实际控制青州。王师范请以钱二十万贯犒军，朱全忠答应。即使王师范兵力渐弱，刘鄩面对葛从周劝降也回答“等青州本使归降，我就把城池还给你”，十一月才在王师范命令下率兖州投降。杨行密又派小将徐温等前去相助，淮南军到青州南边，得知王师范已败，大掠而还。
王师范起兵时，欲接张濬前来作为自己的谋主，未遂而事泄。十二月，朱全忠下密令暗杀张濬一家。

## 离任平卢后
王师范留在平卢直至天祐二年（905年）朱全忠派判官李振代之权典青州事，迁王师范全族于汴州。李振到任后，王师范虽然移交节度、观察二印及文簿管钥，却有疑虑，屡屡哭着请求饶恕全族，李振以曹操饶恕张绣的例子相劝，王师范遂释然率全族启程。王师范行经濮阳时，换上素服骑驴，以示谦恭。二月他到汴州后，朱全忠仍待他以客礼，并上表奏请他以前平卢军节度使、检校太傅、同平章事、兼青州刺史、上柱国、琅邪郡公、食邑二千五百户被任为孟州刺史、河阳三城怀孟节度观察等使。韩建被迁为平卢节度使时，朱全忠在郊外为他饯行，王师范也在。朱全忠对韩建说：“公以前在华阴，政事之余也读经籍，这也是士君子的大务。现在青州政事简单事务闲暇，你可和在华阴时那样了。”韩建谦虚以对。朱全忠又说：“公读书必须精意，不要用错心。”故意讥讽好儒却以青州背叛自己的王师范。
907年，朱全忠迫唐昭宗之子唐哀帝禅位，终结唐朝，建立新的后梁朝，后世称太祖皇帝。此后，王师范从河阳被征召回洛阳，为右金吾卫上将军。太祖已有诛杀他之心，还没举动。他封众多子侄为王之后，设宴宫中，朱友宁妻向他哭诉：“陛下化家为国，宗族都蒙受荣宠，但唯独妾身的丈夫遭遇不幸，已因王师范叛逆而死于战场。现在这个死仇还活着，妾身很心痛！”太祖奋然答：“我也几乎忘了此贼！”便以朱友宁、卢曾之死为王师范罪，派使者去洛阳灭王师范全族。使者到洛阳，在地面上掘下大坑，再宣读太祖敕令。王师范设下大宴，和族人同坐，答道：“死是人不能避免的，何况有罪之人！我不希望我们的尸体长幼无序地散放着。”宴席开始后，他命族人从最幼者开始被带到坑中处决。包括王师范本人和兄弟王师诲、王师悦在内的约二百人死于此难。士人为此痛心哀怜。后梁灭亡后，李克用子李存勖为新建立的后唐朝庄宗皇帝，于同光三年（925年）三月追赠王师范太尉。

## 评价
- 《旧五代史》：师范属衰季之运，以兴复为谋，事虽不成，忠则可尚，虽贻族灭之祸，亦可以与臧洪游于地下矣。[6]